# Bitecta murina
Bitecta murina är en fjärilsart som beskrevs av Franciscus J.M. Heylaerts 1891. Bitecta murina ingår i släktet Bitecta och familjen björnspinnare. Inga underarter finns listade i Catalogue of Life.